# Hugue Ier de Sillé
Pour les articles homonymes, voir Hugues Ier.
Hugue Ier de Sillé, seigneur de Sillé.

## Biographie
Hugue Ier de Sillé, fils de Guillaume Ier de Sillé et l'un des principaux seigneurs du pays, possédait le château et la terre de Sillé. Il approuva le don fait à la Couture par Guy de Saulges des églises de Saulges, de Saint-Jean-sur-Erve, de Joué, et dans le même temps, sous le nom d'Hugolin, confirma l'achat par Avesgaud, abbé de Saint-Vincent, de la terre de Mauvière (1055-1065).
Le fait le plus historique qui ait signalé sa carrière est la haine qu'il s'était attirée, on ne sait pourquoi, de la commune du Mans. Les manceaux, évêque et clergé en tête, vinrent en masse, en 1070, se ruer sur son territoire, assiéger sa ville, mais au moment de donner l'assaut, sur un faux bruit de l'occupation du Mans par les Normands, se débandèrent misérablement et laissèrent dans leur fuite des victimes sans nombre sur tous les chemins. L'évêque Arnaud fut fait prisonnier, mais Hugue, grand dans sa victoire facile, renvoya honorablement son captif. On ne voit pas que cette guerre populaire ait eu d'autres suites.
Hugue fut moins heureux en 1073 contre Guillaume le Conquérant qui s'empara de sa forteresse, ou plutôt à qui il la remit en lui demandant la paix comme venait de faire Hubert II de Beaumont-au-Maine, vicomte du Maine, pour ses châteaux de Beaumont et de Fresnay.
Hugue avait pour femme Oldeburge, qui survécut à son mari et eut pour fils :
1. Guillaume II ;
2. Bérard de Sillé, qui assista à la vente d'une place de maison au Mans (1070), au mariage d'Herbert et de Godeheut, que Thomas Cauvin a pris pour un mariage du vicomte Hubert (1085-1086) ; à un accord entre Julien et Saint-Vincent, et au don de l'église de Dangeul (1096) ; à la cession des fiefs de Guy, Nicolas et Payen de Sarcé à l'abbaye de Saint Vincent, la même année, et au don d'une vigne à Saint-Aubin (1098), concéda lui-même à Saint-Vincent une terre située à Bazougers, dans son fief. Il n'y a rien là dedans qui concerne Sillé, mais nous le voyons à la fin de sa vie, en 1124, avec ses enfants : Hugue, Richard, Macé, chanoine, Hubert et Simon, qui donne aux chanoines de Lucé[3], ou de N.-D. de Luceau[4] ; qui cède une terre près du Mans pour y fonder un monastère ; et Antoine de Beauvau, seigneur de Sillé, s'appuiera sur ce titre, en 1481, pour se faire reconnaître comme fondateur de l'abbaye de Beaulieu qui remplaça la fondation de Berard. Berard appartenait donc bien à la famille de Sillé. Richard, fils de Berard, contesta la donation de son père à Bazougers.[style à revoir]
3. Aubert de Sillé, que l'abbé Angot croit aussi fils d'Hugue, et qui ratifia avec d'autres, en 1087, le don, consenti par leur aîné au Mont-Saint-Michel des coutumes que les religieux lui devaient dans ses terres, vendit à la fin du XIe siècle une dîme à Saint-Vincent, à Saint-Flaceau du Mans, et fut témoin de la concession aux moines par Jean de Luché, du droit de sépulture. Il avait pour femme Eremburge, et eut pour enfants :
  1. Hugue,
  2. Guillaume,
  3. Richilde,
  4. Eremburge.

Comme Berard, il fut étranger à la ville de Sillé, apanage des aînés.

## Source
- Abbé Angot, « Baronnie de Sillé », dans Bulletin de la Commission historique et archéologique de la Mayenne, 1920, no 36, p. 135-152.